# Shovel Headed Tour Machine: Live at Wacken & Other Assorted Atrocities
A Shovel Headed Tour Machine: Live at Wacken & Other Assorted Atrocities  az amerikai Exodus thrash metal együttes DVD lemeze. A 3 korongból álló kiadvány 2010-ben jelent meg a Nuclear Blast kiadásában. Az első DVD-re a 2008. augusztus 2-án, a Wacken Open Air fesztiválon adott fellépés került fel, míg a második korong a koncert audio CD-n kiadott hanganyaga. A harmadik korong egy újabb DVD, amely több mint 3 órában mutatja be a zenekar elmúlt 5 évét, beleértve a  Shovel Headed Kill Machine és a The Atrocity Exhibition… Exhibit A albumok felvételeit is.
Az AllMusic 3 és fél pontot adott rá a lehetséges ötből, és Alex Henderson azt írta értékelésében, hogy az együttes nagyon jó formában van, és még mindig képes izgalmat generálni.

## Számlista
1. Bonded by Blood - 3:41
2. Iconoclasm - 7:54
3. Funeral Hymn - 8:46
4. A Lesson in Violence - 3:48
5. Children of a Worthless God - 7:22
6. Piranha - 3:47
7. Deathamphetamine - 8:03
8. Blacklist - 6:24
9. War Is My Shepherd - 4:42
10. Strike of the Beast - 5:18
11. Shovel Headed Kill Machine - 3:23

## Tagok
- Rob Dukes – ének
- Gary Holt – gitár
- Lee Altus – gitár
- Jack Gibson – basszusgitár
- Tom Hunting – dob